# Río Tha Chin
El río Tha Chin (en tailandés: ท่าจีน) es un río de Tailandia, el principal distributario del río Chao Phraya. Se divide cerca de la ciudad de Chainat y entonces fluye hacia el oeste desde el Chao Phraya a través de una llanura central, hasta que llega al golfo de Tailandia en la ciudad de Samut Sakhon. 
El río tiene una longitud total de 765 km y drena una pequeña cuenca de 13.681 km², una cuenca que  se considera parte de la cuuenca del Chao Phraya.
Los afluentes más destacados del Tha Chin son los ríos Kra  Sieo, Yang,  Tawip, Chorakhe Sam, Bang Len y Chin Si .

## Nombres locales
Actualmente el río tiene diversos nombres. Después de separarse del Chao Phraya hacia Chainat, se le denomina Makhamthao, mientras cruza la ciudad de Suphanburi se le llama río Suphan, Nakhon Chaisi a su paso por Nakhon Pathom y solamente cerca de la desembocadura se le denomina Tha Chin, llamado así por el nombre antiguo de la ciudad de Samut Sakhon. Sin embargo, a los efectos de referirse al río en su totalidad, el nombre Tha Chin es la opción convencional en la mayoría de los documentos científicos. 